# Carmelo Vega
Carmelo Alejandro Vega Flores, (La Serena, Chile, 28 de diciembre de 1976) es un exfutbolista chileno que se desempeñaba como arquero. En su carrera fue convocado a la selección chilena y disputó la Copa Libertadores de América con la Universidad de Concepción. Con este equipo igualó el récord de cuatro penales atajados consecutivamente, que poseía Wilfredo Leyton de Aviación desde 1978.

## Clubes
| Club                      | País  | Año       |
| ------------------------- | ----- | --------- |
| Coquimbo Unido            | Chile | 1997-2002 |
| Universidad de Concepción | Chile | 2003-2005 |
| Coquimbo Unido            | Chile | 2006      |
| Universidad de Concepción | Chile | 2006      |
| Deportes Puerto Montt     | Chile | 2007      |
| Universidad de Concepción | Chile | 2007-2008 |

## Palmarés

### Campeonatos nacionales
| Título     | Club                      | País  | Año  |
| ---------- | ------------------------- | ----- | ---- |
| Copa Chile | Universidad de Concepción | Chile | 2009 |